# Крестовка (приток Средней Невки)
Кресто́вка — водоток в Санкт-Петербурге, соединяющий Малую Невку и Среднюю Невку. Длина около 0,75 км, ширина около 30 метров, глубина около 3 м. Среднегодовой расход воды — около 10 м³/с.
Разделяет Крестовский и Каменный острова.
Вдоль русла протянута речная набережная. Движение маломерных судов по реке запрещено.
На реке расположены:
- Мало-Крестовский мост
- Гребной клуб
- Каменноостровский театр